# Трегубова, Валентина Михайловна
Валентина Михайловна Трегу́бова (5 мая 1926, Бровары, Броварский район, Киевский округ, Украинская ССР, СССР — 12 декабря 2010) — советский скульптор малых форм. Заслуженный деятель искусств УССР (1970).

## Биография
Родилась 5 мая 1926 года в городе Бровары (ныне Киевская область, Украина). В 1947 году окончила Киевское лаврское училище. Окончила Львовский институт прикладного и декоративного искусства (кафедра художественного ткачества). В не менее трудные 1950-е годы начала работать на Коростенском фарфоровом заводе, и вся творческая жизнь прошла именно там.
Вскоре Валентина Михайловна стала одним из ведущих художников завода, проявляя при этом не только творческие, но и организаторские способности. В 1966 году ее назначили руководителем художественной лаборатории, то есть, главным художником предприятия.
На этой должности поработала на протяжении трех десятилетий, обеспечивая художественный уровень продукции предприятия. За время подвижнической работы на Коростенском фарфоровом заводе Трегубова создала большое количество оригинальных, художественно совершенных, обозначенных характерными национальными признаками столовых, чайных, кофейных сервизов, разнообразных наборов, отдельных предметов, в том числе сувенирно-подарочного характера, великолепных образцов высокохудожественного дорогой посуды по заказу.
К лучших произведениям Трегубовой относятся, в частности, столовые гарнитуры «Карпаты-75», «Ландыш», «Киевская Русь», «Роксолана», чайные и кофейные сервизы «Нектар», «Золотая свадьба», «Театральный», «Розовый», изысканные наборы для холодных блюд, пельменей, десерта, привлекательные детские комплекты и тому подобное.
Первое признание принесла художнице выполненная в жанре скульптуры малых форм фарфоровая композиция «Украинская свадьба», которая демонстрировалась в 1960 году на декаде украинского искусства в Москве. Успех произведения был обеспечен его содержательности и совершенству формы, что родилась на основе умелого использования лучших традиций искусства малой пластики.
Умерла 12 декабря 2010 года.

## Творчество
Работала преимущественно в фарфоре, используя мотивы украинского фольклора и сюжеты литературных произведений:
- «Украинская свадьба» (1960),
- «Рушничок», «Кобзари», «Наймичка» (все 1973),
- «Куда едешь, Явтух» (1965),
- «Наталка Полтавка» (1966);
- майолика «Одарка и Карась» (1970) и др.

## Награды и премии
- Орден Дружбы народов (14 ноября 1980 года) — за большую работу по подготовке и проведению Игр XXII Олимпиады[1]
- Заслуженный деятель искусств УССР (1970)
- Государственная премия УССР имени Т. Г. Шевченко (1986) — за высокохудожественное использование народных традиций в произведениях декоративно-прикладного искусства